# Kationenomwisselingscapaciteit
De kationenomwisselingscapaciteit of kationenuitwisselcapaciteit, veelal aangeduid als de CEC (van het Engels: cation-exchange capacity),  is de capaciteit van een bodem om positief geladen ionen uit te wisselen met de bodemoplossing. De CEC wordt meestal uitgedrukt in cmol(charge)/kg, in oude literatuur vaak in meq/kg. Kleimineralen en organische stof hebben een negatief geladen oppervlak dat positief geladen ionen (als Ca2+, Mg2+, K+, Na+, H+ en Al3+) aantrekt. Een bodem met een hoge CEC kan meer kationen aantrekken en heeft zo een potentieel hogere vruchtbaarheid dan een bodem met een lage CEC. In zandgronden wordt de CEC vrijwel volledig bepaald door de aanwezige organische stof. 
In Nederlandse bodems ligt de CEC van humus in de A-horizont bij een pH van 6,5 ongeveer 1,0–1,5 mol/kg organische stof. In podzolen ligt bij een pH van 8,2 de CEC van humus voor de A-horizont op ca. 2 mol/kg en voor de B-horizont op ca. 4 mol/kg. Normaal heeft jonge organische stof een lagere CEC dan oudere organische stof die verder gehumificeerd is.
De CEC van de lutumfractie van afzettingen van rivierklei varieert van 0,45–0,75 mol/kg en die van zeekleiafzettingen van 0,05–0,45 mol/kg.
De CEC van een uit de bodem genomen monster ligt lager wanneer het is samengesteld uit lutum, zand, silt en organisch materiaal. Zo zal bijvoorbeeld een bodemmonster met 70% zand, met een CEC van 0 mmol/kg, en 30% lutum, met een CEC van 250 mmol/kg, een CEC hebben van 75 mmol/kg.